# Nuuks kommun
Den här artikeln handlar om den före detta kommunen Nuuks kommun. För huvudorten, se Nuuk. För den nuvarande kommunen, se Sermersooq.
Nuuks kommun (grönländska Nuup Kommunea, danska Nuuk Kommune) var en kommun på Grönland. 1 januari 2009 slogs Nuuks kommun och flera andra kommuner samman till den nya kommunen Sermersooq. Nuuks kommun låg i amtet Kitaa. Huvudort var Nuuk, vilken också är Grönlands huvudstad. Kommunen hade 14 705 invånare[när?] och en yta på 105 000 kvadratkilometer.